# Léon Delarbre
Pour les articles homonymes, voir Delarbre.
Léon Delarbre, né le 30 octobre 1889 à Masevaux en Alsace, mort le 27 mai 1974 à Belfort dans le Territoire de Belfort, est un artiste peintre, conservateur du musée de la ville de Belfort, résistant et ancien déporté.

## Biographie
Originaire de Masevaux en Haute-Alsace, les Delarbre sont horlogers-bijoutiers de père en fils. En 1904, la famille s’installe à Belfort pour rejoindre la partie du Haut-Rhin restée française à la faveur des dispositions du Traité de Francfort. Léon apprend auprès de son père le métier de bijoutier et les rudiments de la peinture.
En 1911, Léon Delarbre est affecté à la garnison de Versailles. À cette époque il profite de sa situation pour préparer son entrée à l’Ecole des Arts Décoratifs et à l’Ecole Nationale des Beaux-Arts de Paris. Admis aux deux écoles en 1913, il opte pour la section « Arts Déco » et suit parallèlement aux Beaux-Arts des cours de peinture à l’huile à l’atelier de Louis-Joseph-Raphaël Collin. Ses études sont interrompues par la Première Guerre mondiale.
Démobilisé en 1919, il reprend le métier d’horloger-bijoutier aux côtés de son père, puis à la mort de ce dernier en 1921, avec son frère Albert. Dans le même temps il peint et commence à exposer.
De 1925 à 1933, il participe avec Bersier, Conrad, Lecaron, Cochet et Le Molt à la décoration du théâtre de Belfort rénové. Il expose au Salon des artistes français de 1929 les toiles Village de Pezouse, près Belfort et Portrait de Mme B....
En 1935, il fonde l’École des Beaux-Arts de Belfort où il enseignera jusqu’à sa mort. En 1929, il est choisi par la municipalité de Belfort comme conservateur de la section des Beaux-Arts du musée. Seul conservateur en 1933, il entreprend la réorganisation de l’établissement.
Trop âgé pour être mobilisé durant la Seconde Guerre mondiale, il entre en résistance dès 1941. Arrêté le 3 janvier 1944 (à la suite d'activités dans des réseaux de résistance), il est incarcéré à Belfort puis à Compiègne (France ; Oise), il est déporté aux camps d’Auschwitz, Buchenwald, Dora. Avec l’aide d’amis, il réussit à se procurer, au prix de mille difficultés, papier et crayons et dessine les scènes de la vie misérable des déportés. Malgré son épuisement, il réussit à les conserver et à les transporter, cachés sur sa poitrine, jusqu’à son dernier camp, celui de Bergen-Belsen où il est libéré par les Alliés. À son retour à Paris, ses dessins sont acquis par le musée d’Art Moderne, grâce à son ami, Jean Bersier. Édités dès 1945, ils sont déposés et exposés au musée de la Résistance et de la Déportation de Besançon. À peine rétabli, il reprend ses activités au musée et à l’Ecole des Beaux-Arts, ainsi que les cours de dessin qu’il donne dès 1951 à l’école pratique de Belfort.
Membre d’honneur du Salon d’Automne, il expose chaque année une œuvre picturale. Il participe à plusieurs expositions collectives à Belfort et présente en 1959 une grande rétrospective de ses œuvres. En 1953-1954, il exécute les cartons de cinq nouveaux vitraux pour la chapelle de Brasse à Belfort. Entre 1950 et 1960, il décore les écoles maternelles Emile Géhant et de La Pépinière à Belfort.
Son nom a été donné à l’Université ouverte en 1990, en la vieille ville de Belfort rue du général Roussel, dans les anciens locaux du musée de Belfort.